# Nocticola wliensis
Nocticola wliensis är en kackerlacksart som beskrevs av Andersen och Kjaerandsen 1995. Nocticola wliensis ingår i släktet Nocticola och familjen Nocticolidae.
Artens utbredningsområde är Ghana. Inga underarter finns listade i Catalogue of Life.